# Едмонд Рудницька
Едмонд Рудницька (нар. 22 травня 1905, Ніцца, Франція — пом. 17 червня 1996, Грасс, Франція) — французький парфумер та письменник. Відомий завдяки створенню таких парфумів, як Eau Sauvage і Diorissimo від Dior, а також Femme від Rochas (запущено в масове виробництво в 1945 році) . Багато з його парфумів все ще випускають. Він батько парфумера Мішеля Рудницька.

## Біографія
Едмонд Рудницька народився 22 травня 1905 року у Ніцці, Франція.
У 1926 році почав навчання парфумерії у Грассі. А у 1927 році почав працювати у парфумерному домі Roure and Justin Dupont. У 1942 році познайомився зі своєю майбутньою дружиною Терезою Дельво, яка працювала інженером-хіміком у відомій хімічній компанії De Laire. У 1946 році заснував приватну лабораторію зі створення парфумів Art et Parfum у передмісті Парижу у місті Бекон-ле-Брюйер.
Парфуми Diorissimo, створені ним у 1956 році на основі аромату конвалії, стали видатним досягненням в парфумерії. На відміну від троянди або жасмину, аромат конвалії неможливо отримати з ефірної олії цієї квітки. Рудницька вирішив цю проблему шляхом використання ароматичної речовини гідроксицитронеллалю :142

## Для Christian Dior
- Diorama (1948)
- Diorling (1951)
- Eau Fraîche (1955)
- Diorissimo[en] (1956)
- Eau Sauvage[en] (1966)
- Diorella[en] (1972)
- Dior-Dior (1976)

## Для Elizabeth Arden
- It's You (1939)
- On Dit (1952)
- Elly (1955)
- Arden (1956)

## Для Hermes
- Eau d'Hermès (1951)
- Grande Eau d'Hermès (1987)
- Hermes Rouge (1988)

## Для Rochas
- Femme (1944)
- Mousseline (1946)
- Mouche (1947)
- Moustache (1949)
- La Rose (1949)

## Інші парфуми
- Le Parfum de Thérèse (початок 1950-х); права на ці парфуми, отримані Фредеріком Маллем від дружини Е. Рудницька Терези (для якої вони спочатку булі створеними на початку 1950-х років), виробляються з 2000 року. Одні з найкращих шипрів із акватично-фруктовим акордом, який вважався надто авангардним і випередив свій час.[7]
- Ocean Rain Mario Valentino®, чоловічий аромат для Mario Valentino (1990); останнє творіння Е. Рудницька.
- Cristalle EDT для Chanel, у співавторстві з парфумером Henri Robert.

## Опубліковані праці
- Edmond Rudnitska. Le Parfum. Collection: Que sais-je?. Paris: Presses Universitaires de France — PUF, 1980 (5th edition 2000). ISBN 978-2-13-046057-2
- Odile Moréno, René Bourdon, Edmond Roudnitska (André Chastel, préface). L'Intimité du Parfum. Paris: Olivier Perrin, 1974. ISBN 978-2-85053-001-2 ISBN 978-2-85053-001-2
- Edmond Rudnitska. Former les Hommes, Mythe ou Réalité?. Paris: Olivier Perrin, 1975. ASIN B0014MHB8W
- L'Esthétique en Question: Introduction à une Esthétique de l'Odorat. Paris: Presses Universitaires de France — PUF. ASIN B0014MG4VM
- Une Vie au Service du Parfum (essays beginning 1938 forward). Paris: Thérèse Vian, 1991. ISBN 2-908883-01-5  ISBN 2-908883-01-5